# Blufin
Blufin S.p.A. es una marca italiana de diseño de moda, fundada por Anna Molinari y su difunto marido Gianpaolo Tarabini. La marca principal es Blumarine, que inició su andadura en 1977, seguida por Miss Blumarine (1987, ropa para niñas de 8 a 14 años), Blugirl (1995, ropa para adolescentes) y Anna Molinari (1995), que se está situando en el mercado como su marca de lujo.

## Historia

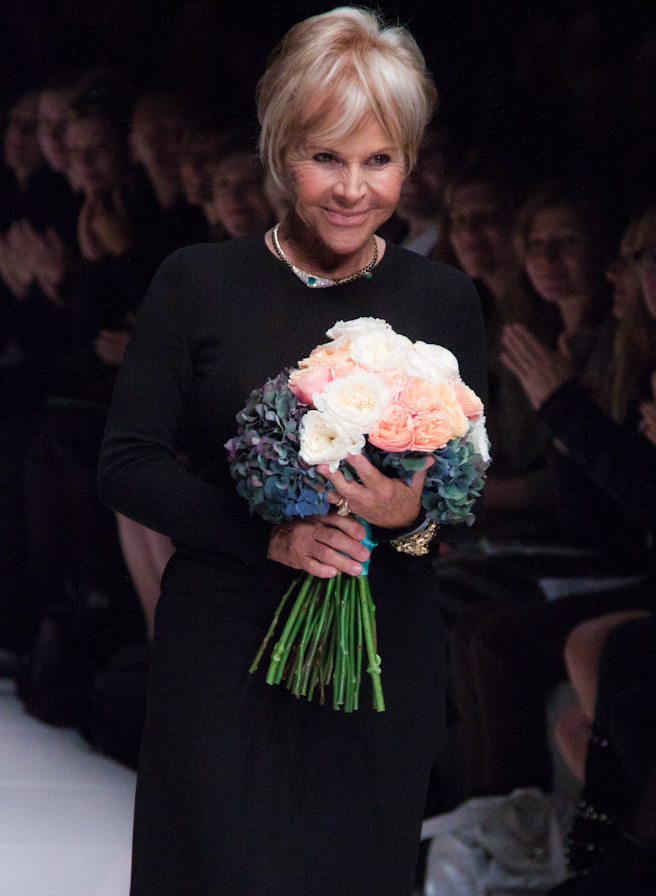
Anna Molinari en 2010

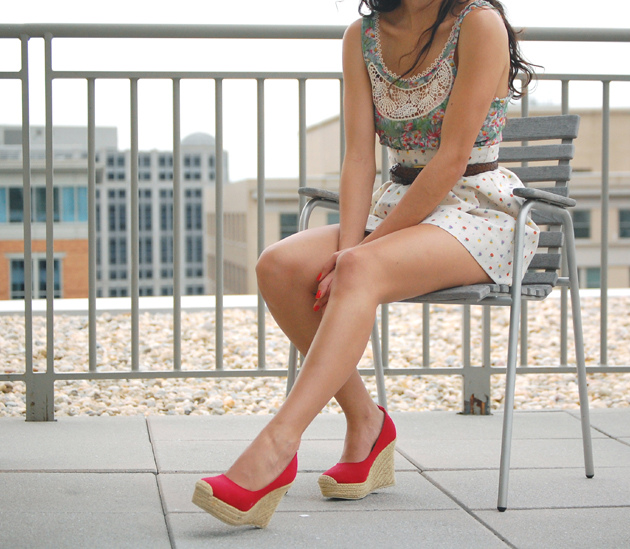
Blusa de la marca Blumarine

Blumarine fue fundada por Anna Molinari y Gianpaolo Tarabini en 1977, en la ciudad italiana de Carpi (en la provincia de Módena). El nombre se inspiró en el color favorito de la pareja y su amor por el mar. En 1980 hicieron su primera aparición en el Modit de Milán, donde la firma recibió el premio de Diseñador del Año, lo que le abrió las puertas a su primer desfile en la Semana de la Moda de Milán del año siguiente. La Semana de la Moda de Milán de 1986 vio la primera colección diseñada íntegramente por Anna Molinari.
Cuando la marca despegó y comenzaron a conceder licencias a otras empresas, se creó el holding Blufin en 1988. En 2006, los derechos de sus ftranquicias representaron 5,5 millones de euros de sus ingresos. La primera boutique Blumarine se abrió en la Via della Spiga, de Milán en 1990. La empresa pasó a tener más de 1000 puntos de venta, de los cuales 55 son boutiques de la propia marca. En julio de 2011, la colección de la empresa se presentó en la pasarela del desfile de moda The Brandery en Barcelona.

## Marcas
La marca principal es Blumarine, que también ha sido licenciada a otras empresas en los campos de lencería, accesorios, artículos para el hogar o relojes de pulsera. La licencia de perfumes la posee el grupo ICR-ITF. En 2007, la empresa anunció que incorporaría bolsos y pequeños accesorios de cuero a su gama de productos, con un área de exposición dedicada en su tienda de Milán localizada en la Via Montenapoleone 20. También se planeó una importante expansión internacional de las boutiques de la marca Blumarine, especialmente en Oriente Medio y Asia.
Lo mismo puede decirse de la marca Blugirl para mujeres jóvenes, lanzada en 1995 y mostrada en los desfiles de moda internacionales de Milán desde 2002. Se han abierto boutiques dedicadas en Roma, Milán, Nápoles, París, Kiev, Kioto, Nagoya, Taipéi, Guangzhou, Hangzhou, Shanghái, Shenzhen, Pekín y Seúl. Blugirl Folies es una marca lanzada al mercado en 2007, dirigida a chicas adolescentes más jóvenes, integrada en la línea Blugirl.
Blufin es la marca de Anna Molinari especializada en el campo del prêt-à-porter y la ropa de lujo, diseñada desde 1995 hasta 2004 por la hija del fundador Rossella Tarabini.
En febrero de 2015, la empresa lanzó una línea de moda masculina, Blu Sport, en la Semana de la Moda de Milán.
Para sus campañas publicitarias, la empresa ha estado trabajando con varios fotógrafos de alto perfil, incluidos Albert Watson (1990), Helmut Newton (1993-1995), Michel Comte (1997), Ellen von Unwerth (1997), Paolo Roversi (1997-1998), Tim Walker (2001-2003), Terry Richardson (2001-2002), Craig McDean y Pamela Hanson.

## Vida personal
Anna Molinari ha recibido numerosos premios, de los cuales los más notables son quizás el Isimbardi Fashion Award en 2001 y un La Kore Fashion Oscar en 2003. También ha estado involucrada con muchas organizaciones benéficas, como la Liga italiana contra la osteoporosis y la rehabilitación de presos. Directora creativa de las marcas Blumarine y Blugirl, Anna Molinari es apodada la reina de las rosas, debido a su amor por estas flores.
Como se mencionó anteriormente, la hija de la pareja, Rossella, es diseñadora de la empresa. Su hermano Gianguido Tarabini se unió a la empresa en 1992, se convirtió en Director de Licencias en 2004 y desde la muerte de su padre en 2006 ha sido el director ejecutivo a cargo de todos los asuntos comerciales de la empresa y responsable del Hotel Touring (propiedad de su madre), independientemente de Blufin.